# Nikifor Minkov

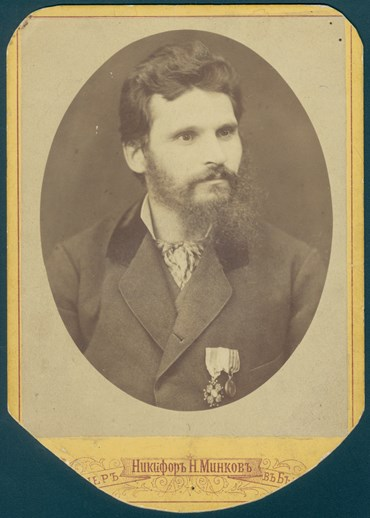
Nikifor Minkov: Michail Grekov, bulharský bojovník za nezávislost, publicista a národní hrdina

Nikifor Nenčev Minkov (1838 Karnobat – 1928 Sliven) byl bulharský fotograf.

## Životopis
Narodil se v roce 1838 v Karnobatu. V roce 1856 odešel do Braily, kde studoval fotografii u rumunského fotografa Kozmy. Poté se zdokonalil v Rumunsku, Srbsku a Vídni. V letech 1860 až 1862 žil v Konstantinopoli, kde si otevřel fotoateliér Nikifor. Během srbsko-turecké války v roce 1876 se zúčastnil v oddíle generála Michaila Čerňajeva a oddílu Panajota Chitova . Byl dobrovolníkem v rusko-turecké válce v letech 1877–1878
Po válce pracoval jako cestující fotograf a poté se usadil ve Slivenci, kde si otevřel ateliér. Oženil se s Marií Saraidarovovou, se kterou měli dva syny. V roce 1901 uspořádal u příležitosti 25. výročí dubnového povstání rekonstrukci bitev na Sliveneckém Balkáně, prezentované na 19 fotografiích. Účastnilo se ho 40 lidí z oddílu Stoil Vojvoda. Panajot Chitov působil jako vojenský poradce.
Mezi jeho známá díla patří portrét Ivanky Botevy z konce 80. let 19. století.
V roce 1875 spolu se svými bratry Ivanem a Vasilem založil vlastní vinný sklep, který se nacházel ve čtvrti Čerkovna v Karnobatu. V roce 1894 získat zlatou medaili na Světové výstavě vín v Bruselu.
Zemřel v roce 1928, podle jiných zdrojů v roce 1929 ve Slivenci.